# Марайка (река)
Марайка — река в России, протекает по Павловскому району Алтайского края. Длина реки составляет 19 км.
Начинается в заболоченной местности между обскими протоками Тихая и Быстрая. Течёт в общем западном направлении, русло извилистое. Впадает в озеро Песчаново, соединённое протокой с Обью, на высоте 123 метра над уровнем моря.

## Данные водного реестра
По данным государственного водного реестра России относится к Верхнеобскому бассейновому округу, водохозяйственный участок реки — Обь от города Барнаул до Новосибирского гидроузла, без реки Чумыш, речной подбассейн реки — бассейны притоков (Верхней) Оби до впадения Томи. Речной бассейн реки — (Верхняя) Обь до впадения Иртыша. Код водного объекта — 13010200512115200003506.